# Nakš-e Rostam

Nakš-e Rostam (dobesedno Rostamov relief, perzijsko نقش رستم‎) je starodavno arheološko najdišče in nekropola 12 km severozahodno od Perzepolisa v Provinci Fars, Iran.
Nadišče je zbirka starodavnih iranskih skalnih reliefov, vklesanih v gorsko steno, in zadnje počivališče  ahemenidskih kraljev, med katerimi sta najslavnejša Darej I. Veliki in njegov sin Kserks I. Nakš-e Rostam  ima velik pomen za zgodovino Irana in Irancev, saj vsebuje več arheoloških najdišč, ki so jih v več kot tisočletju v steno vklesali Elamiti, Ahemenidi in Sasanidi. Leži samo nekaj sto metrov od Nakš-e Radžaba s še štirimi sasanidskimi reliefi. Trije so posvečeni kraljem, eden pa visokemu svečeniku.
Nakš-e Rostam je nekropola Ahemenidske dinastije, ki je vladala od leta 550 do 330 pr. n. št. V steno so vklesane štiri njihove velike grobnice, ki imajo v glavnem arhitekturno okrasje. Velike plošče nad vhodi so po vsebini zelo podobne. Na njih so podobe kraljev, ki jim bog podeljuje oblast, in nizi manjših podob oseb, ki prinašajo darove, med katerimi so tudi vojaki in uradniki. Pripadniki različnih družbenih razredov se močno razlikujejo po velikosti. Vhod v vsako grobnico je na sredini velikega križa in vodi v majhno komoro, kjer je v sarkofagu ležal kralj.
Tik pod grobnicami Ahemenidov in blizu tal so skalni reliefi z velikimi podobami sasanidskih kraljev. Nekateri se srečujejo z bogovi, drugi pa se bojujejo. Najbolj znana je podoba Šapurja I. na konju, ob katerem se mu podrejeno priklanjata rimska cesarja Valerijan in Filip Arabec, ki drži Šapurjevega konja. Pod njim leži mrtvi cesar Gordijan III., ki bi lahko bil tudi kdo drug. Prizor spominja na bitko pri Edesi leta 260, v kateri je bil kot edini rimski cesar ujet Valerijan. Njegovo ujetništvo je za Rimljane pomenilo trajno ponižanje. Sasanidski reliefi jasno nakazujejo, da se je njihova dinastija poskušala povezati s slavo prejšnjega Ahemenidskega cesarstva.

## Spomeniki
Najstarejši relief v Nakš-e Rostamu je iz okoli leta 1000 pr. n. št. Čeprav je hudo poškodovan, je na njem še vedno vidna  medla podoba moškega z nenavadnim pokrivalom, ki naj bi bil Elamit. Moški je bil del večjega prizora, ki je bil večinoma odstranjen na ukaz Bahrama II. Moški z nenavadnim pokrivalom je dal najdišču ime Nakš-e Rostam – Rostamov relief, ker je bilo lokalno prebivalstvo prepričano, da predstavlja  mitskega junaka Rustama.

### Ahemenidske grobnice
Na najdišču so štiri grobnice ahemenidskih kraljev, vklesane v steno precej visoko nad tlemi. Zaradi značilnega zunanjega videza jih imenujejo tudi  Perzijski križi.  Vhodi v grobnice so na sredini križev. Za vhodi so majhne komore s sarkofagi kraljev. Vodoravne preklade nad vhodi naj bi bile kopije vhoda v Perzepolis.
Ena od grobnic, v kateri je napis  "parsa parsahja putra arija arijačitra", ki pomeni "Parsi, sin Parsija, arijca iz arijske družine" je nedvomno pripadala Dareju I. (okoli 522-486 pr. n. št.). Za druge tri velja, da so pripadale Kserksu I. (okoli 486-465 pr. n. št.), Artakserksu I. (okoli  465-424 pr. n. št.) in Dareju II. (okoli 423-404 pr. n. št.).  Vrstni red grobnic od leve proti desni je naslednji: Darej II., Artakserks I., Darej I. in Kserks I. Pripadnost drugih grobnic je dokaj špekulativna, ker podobe na reliefih niso mišljene kot portreti posameznikov.
Peta nedokončana grobnica bi lahko bila grobnica Artakserksa III., ki je vladal največ dve leti, a je najverjetneje pripadala Dareju III. (okoli 336-330 pr. n. št.), zadnjemu kralju iz Ahemenidske dinastije. Grobnice so bile izropane po Aleksandrovi osvojitvi Ahemenidskega cesarstva.

#### Napis Dareja I.
V zgornjem levem kotu pročelja grobnice Dareja I. je napis iz okoli leta 490 pr. n. št., ki se običajno omenja kot  "Napis DNa". Napis opisuje Darejeva osvajanja in druge dosežke. Natančen datum izdelave napisa ni znan, vendar se domneva, da je iz zadnjega desetletja njegove vladavine. Podobno kot na drugih Darejevih napisih so tudi na tem omenjena ozemlja pod oblastjo Ahemenidskega cesarstva, ki je bilo v antiki največje na svetu. V Evropi je segalo do Makedonije in Trakije, posedovalo Egipt v severni Afriki, Babilonijo in Asirijo v Mezopotamiji, stepe Evrazije, Baktrijo v severni  Aziji in na vzhodu segalo vse do Gandare in doline Inda na Indijski podcelini.
| Prevod | Izvirnik |
| --- | -------- |
| Mogočni bog Ahura Mazda, ki je ustvaril ta svet, ki je ustvaril tamkajšnje nebo, ki je ustvaril človeka, ki je ustvaril srečo za človeka, ki je naredil Dareja za kralja, kralja mnogih, gospodarja mnogih. Jaz sem veliki kralj Darej, kralj kraljev, kralj držav, ki vsebujejo vse vrste ljudi, kralj na tej veliki zemlji daleč naokoli, sin Histaspa, Ahemenida, Perzijca sina Perzijca, Arijca iz arijske rodbine. Kralj Darej pravi: z naklonjenostjo Ahuramazde sem osvojil države zunaj Perzije, vladal sem nad njimi, poklonili so se mi, naredili so, kar sem jim rekel, trdno so se držali mojega zakona. Medija, Elam, Partija, Arija, Baktrija, Sogdija, Horezm, Drangijana, Arahozija, Satagidija, Gandara [Gadâra], Indija [Hiduš], Skiti, ki pijejo haomo, Skiti s koničastimi pokrivali, Babilonija, Asirija, Arabija, Egipt, Armenija, Kapadokija, Lidija, Grki (Jauna), Skiti na drugi strani morja (Sakâ), Trakija, Grki, ki nosijo petasose [Jaunâ], Libijci, Nubijci, ljudje Makanda, Karijci. Kralj Darej pravi: Ahuramazda, ki je videl to zmedo na zemlji, mi jo je podaril in me naredil za kralja. Jaz sem kralj. Z naklonjenostjo Ahuramazde sem jo postavil na svoje mesto; kar sem jim rekel, to so storili, kot je bila moja želja. Če zdaj pomislite: "Koliko je držav, ki jih je imel kralj Darej?". Poglejte kipe [tistih], ki nosijo prestol, pa boste vedeli, potem vam bo postalo jasno: kopje perzijskega moža je prišlo daleč; tedaj vam bo postalo jasno: Perzijec se je vojskoval resnično daleč od Perzije. Kralj Darej pravi: To, kar je bilo storjeno, sem storil po volji Ahuramazde. Ahuramazda mi je pomagal, dokler nisem opravil dela. Naj me Ahuramazda zaščiti pred škodo, mojo kraljevsko hišo in to deželo: za to molim Ahuramazdo, to naj mi Ahuramazda podari! O človek, kar je ukaz Ahuramazde, naj se ti ne zdi odvratno; ne zapustite prave poti; ne dvigni se v upor! — DNa napis Dareja I. |          |

### Ka'ba-ye Zartošt
Ka'ba-je Zartošt ali Zaratustrova kaaba je kockasta zgradba iz 5. stoletja pr. n. št. Kocka  je kopija sestrske zgradbe v Pasargadu, imenovane  Zendān-e Solajmān (Salomonova ječa). Zgradil jo je Darej I. (vladal 521–486 pr. n. št.) po preselitvi v Perzepolis, Artakserks II. (vladal 404–358 pr. n. št.) ali Artakserks III. (vladal 358–338 pr. n. št.). Stavba v  Pasargadu je nekaj desetletij starejša. Na spodnjih delih zunanjih sten so štirje napisi v treh jezikih iz sasanidskega obdobja. Napisi veljajo za najpomembnejše iz tega obdobja. O namenu Zaratustrove kaabe obstaja več teorij.

### Sasanidski reliefi
V Nakš-e Rostamu je sedem kamnitih reliefov s podobami v nadnaravni velikosti, ki prikazujejo vladarje Sasanidskega cesarstva. Izdelani so bili v letih 225 do 310 n. št.  Na njih so različni prizori, vključno z investiturami in bitkami. 

#### Investitura Ardaširja I. (vladal okoli 226-242)
Ustanovitelj Sasanidskega cesarstva naj bi dobil kraljevski prstan od samega Ahuramazde.  V napisu, v katerem je najstarejša potrjena uporaba imena Iran (ērān), ArdašIr priznava, da je izdal svojo zavezo Artabanu V. (Perzija je bila vazalna država arsakidskih Partov), vendar legitimira svoje dejanje z utemeljitvijo, da je Ohrmazd (Ahuramazda) želel, naj to stori. 
V dvojezičnem napisu na reliefu z Ardaširjevo investituro kralj samega sebe imenuje "Ardašir, kralj kraljev Irancev" (srednjeperzijsko ardašīr šāhān šāh ī ērān, partsko ardašīr šāhān šāh ī aryān).

#### Triumf Šapurja I. (vladal okoli 241-272)
Na tem najslavnejšem sasanidskem skalnem reliefu je upodobljena zmaga Šapurja I. nad rimskima cesarjema Valerijanom in Filipom Arabcem. Za kraljem stoji mūbadān mūbad (visoki svečenik) Kirtir, najmočnejši zoroastrski mag v zgodovini Irana. Bolj dodelana različica reliefa je v Bišapurju.
Na napisu Šapur I. trdi, da poseduje ozemlje Kušana  (Kūšān šahr) vse do  Purušapurja (sedanji Pešavar v Pakistanu), se pravi Baktrijo do Hindukuša ali celo južno od njega:
 Jaz, ki častim Mazdo, Šapur, kralj iranskih in ne-iranskih kraljev ... (jaz) sem gospodar iranske doline (Ērānšahr) in posedujem ozemlje Perzije, Partije ... Hindestan, domene Kušana do meja Paškaburja in do Kaša, Sugdo in Čačestan. — Napis Šapurja I. v Nakš-e Rostamu

#### Relief Bahrama II. (vladal okoli 276-293)
Levo in desno od kralja, upodobljenega s prekomerno velikim mečem, so vklesani proti njemu obrnjeni obrazi. Na levi je pet obrazov, morda članov njegove družine. Trije od njih imajo diademe, ki kažejo, da so kralji. Na desni strani so trije dvorjani, od katerih bi eden lahko bil Kartir. Relief je vklesan neposredno desno od Ardaširjevega investirurnega napisa in delno prekriva mnogo starejši relief, ki je dal ime Nakš-e Rostamu.

#### Konjeniška reliefa Bahrama II.
Prvi konjeniški relief, ki se nahaja tik pod četrto grobnico, morda grobnico Dareja II.,  prikazuje  kralja, ki se bori z rimskim sovražnikom. Drugi konjeniški relief, ki se nahaja tik pod grobnico Dareja I., je razdeljen na zgornji in spodnji register. V zgornjem registru se zdi, da kralj potiska s konja rimskega sovražnika, verjetno rimskega cesarja Kara. V spodnjem registru se kralj bori s konjenikom, ki nosi pokrivalo v obliki živalske glave. Zanj velja, da je bil indo-sasanidski vladar Hormizd I. Kušanšah. Na obeh reliefih je pod kopiti kraljevega konja mrtev sovražnik.
- Prvi konjeniški relief
- Konjeniški kip z dvema paneloma
- Hormizd I. Kušanšah na spodnjem panelu[15]

#### Narsehova Investitura (vladal okoli 293-303)
Na tem reliefu kralj prejema kraljevski prstan od ženske osebe, za katero se pogosto domneva, da je božanstvo Aredvi Sure Anahita. Ker kralj ni upodobljen v pozi, ki bi jo pričakovali v prisotnosti božanstva, je ženska verjetno njegova sorodnica, morda kraljica Šapurduhtak iz Sakastana.

#### Konjeniški kip Hormizda II. (vladal okoli 303-309)
Relief je pod tretjo grobnico, ki je morda pripadala Artakserksu I. Na reliefu je ipodobljen Hormizd II., ki potiska s konja sovražnika, morda Papaka Armenskega.  Neposredno nad reliefom in pod grobnico je zelo poškodovan relief s podobo Šapurja II. (vladal okoli 309-379)  v spremstvu njegovih dvorjanov.

## Arheologija
Leta 1923 je nemški arheolog  Ernst Herzfeld  naredil odlitke napisov na grobu Dareja I. Od leta 1946 so ti odlitki shranjeni v arhivu Freerjeve galerije umetnosti in galerije Arthurja M. Sacklerja v Washingtonu, DC.  
Nakš-e Rostam je med letoma 1936 in 1939 več let izkopavala ekipa Orientalskega inštituta Univerze v Chicagu pod vodstvom Ericha Schmidta.